# George Grossmith (Komponist)
George Grossmith (* 9. Dezember 1847 in Islington, London; † 1. März 1912 in Folkestone, Kent) war ein englischer Bühnenautor, Komponist und Schauspieler.

## Leben
Seine Eltern waren George Grossmith, ein Journalist und späterer Chefredakteur der Times, und dessen Ehefrau Louisa Emmeline Weedon (um 1826–1882). Sein jüngerer Bruder Walter Weedon (1854–1919) reüssierte als Maler und Schriftsteller und heiratete später die Schauspielerin Mary Lever Palfrey (1867–1929). Seine jüngere Schwester Emily (1850–1859) starb bereits in der Kindheit.
1855 kam Grossmith mit acht Jahren in die Boarding School Massingham House in Haverstock Hiil in Hampstead (London). Nach zwei Jahren erwarb sein Vater in Haverstock Hill ein Haus und Grossmith wurde dann sofort Tagesschüler. 1859 wechselte er für ein Jahr an die North London Collegiate School (Camden Town). Grossmith war künstlerisch veranlagt, bereits in früher Kindheit lernte er von seinen Eltern Geige und Klavier und während seiner Schulzeit begeisterte er sich für die Fotografie.
Durch den Beruf seines Vaters hatte die Familie auch immer wieder Künstler zu Besuch und Grossmith machte dadurch die Bekanntschaft mit den Schauspielerinnen Fanny Kemble und Ellen Terry, den Autoren Henry James Byron und Tom Hood und den Impresarios John Hollingshead und Thomas William Robertson u. v. m. Seinen anfänglichen Berufswunsch „Barrister“ gab er bald auf, da er durch die Freundschaft mit Fanny Kemble, Ellen Terry u. a. sich immer mehr fürs Theater begeisterte.
Parallel dazu konnte er, unterstützt durch seinen Vater, auch schon für die Times schreiben. 1867 konnte Grossmith exklusiv vom Bombenanschlag von Clerkenwell durch die Fenian Brotherhood berichten. Seine ersten kleinen Humoresken begannen ebenfalls ab dieser Zeit zu erscheinen. 1864 konnte Grossmith bei Penny Reading erfolgreich debütieren und unterstützt durch seine Familie begann er eigene Verse und Lieder bei kleineren Veranstaltungen meist privater Natur vorzutragen. Nach eigenem Bekunden war dabei der Komödiant John Orlando Parry sein großes Vorbild.
Anlässlich eines dieser Auftritte wurde German Reed (1818–1888) auf ihn aufmerksam und engagierte ihn für sein Ensemble German Reeds Entertainments. Grossmiths Auftritte wurden immer professioneller und seinen künstlerischen Durchbruch erlebte er 1870 in der Burleske The human oddities.
Grossmith heiratete 1873 Emmeline Rosa Noyce (1849–1905), die Tochter eines Arztes und hatte mit ihr vier Kinder: George (1874–1935), Sylvia (1875–1943), Lawrence (1877–1944) und Cordelia (1879–1943). Noch im selben Jahr startete Grossmith eine Tournee, die ihn drei Jahre lang durch ganz Großbritannien führte. Anlässlich einer Aufführung macht Grossmith die Bekanntschaft von Fred Sullivan, eines Kollegen. Durch diesen hatte er bald Kontakt zu dessen Bruder, dem Komponisten Arthur Sullivan. Er arbeitete schon bald für und mit dem Duo Gilbert und Sullivan und verkörperte dabei einige seiner besten Rollen.
Zwischen 1877 und 1889 hatte der Impresario Richard D’Oyly Carte ihn unter Vertrag und in dessen „Comedy-Opera-Company“ trat Grossmith regelmäßig am Savoy Theatre auf. 1881 vertonte Grossmith für Arthur Law dessen Burleske Uncle Samuel. Nach einem beachtenswerten Erfolg folgten 1882 die Operette Mr. Guffin’s Elopement und 1884 A peculiar case. 1885 The great Tay-Kin und 1886 The real case of hide and seekyll.
Daneben entstanden viele Lieder, von denen einige sofort zu Gassenhauer wurden, wie z. B. 1886 See me dance a polka. Grossmith half mit, die Oper The Yeomen of the Guard auf die Bühne zu bringen, verließ aber im darauffolgenden Jahr zum 17. August D’Oyly Carte und versuchte als Pianist eine Solo-Karriere. Grossmith war sehr erfolgreich und als er im Herbst 1890 in Edinburgh auftrat, erbat sich Königin Victoria einen Auftritt auf Balmoral Castle. Bis 1904 tourte er mit seinen eigenen Texten und Liedern durch Großbritannien und war damit insgesamt auch fünfmal in den USA.
Im Laufe des Jahres 1904 erkrankte seine Ehefrau Emmeline Rosa an Krebs und starb ein Jahr später. Nach eigenem Bekunden fiel Grossmith ab da seine Arbeit immer schwerer. Seine Auftritte wurden weniger und im November 1908 war er zum letzten Mal auf der Bühne zu sehen. Er zog sich aus der Öffentlichkeit zurück und ließ sich in Folkestone nieder. Dort verfasste er auch den zweiten Teil seiner Autobiografie „Piano and I“. Mit 65 Jahren starb George Grossmith in Folkestone und fand dort auch seine letzte Ruhestätte.

## Rollen (Auswahl)
- John Chodd – Society (Thomas William Robertson)
- Paul Pry – Paul Pry (John Poole)
- Gentleman – The human oddities (George Grossmith)
- Joseph Porter – H. M. S. Pinafore (Gilbert und Sullivan)
- Major-General – Die Piraten von Penzance (Gilbert und Sullivan)
- Ko-Ko – Der Mikado (Gilbert und Sullivan)
- Reginald Bunthorne – Patience oder Bunthornes Braut (Gilbert und Sullivan)
- Jack Point – The Yeomen of the Guard (Gilbert und Sullivan)
- Robin Oakapple – Ruddigore (Gilbert und Sullivan)

## Werke (Auswahl)
Autobiografisches
- A society clown. Reminiscences. 1888.
- Piano and I. Further Reminiscences. 1910

Stücke
- How I discovered America. 1892.
- Baby on the shore. 1893.
- Castle Bang. 1894.
- The Ibsenite drama. 1895.
- Do we enjoy our holidays? 1897.

## Verfilmungen
- Sidney Gilliat: The Story of Gilbert and Sullivan. 1953 (Der Schauspieler Martyn Green spielt darin George Grossmith).
- Mike Leigh: Topsy-Turvy – Auf den Kopf gestellt. 1999 (Der Schauspieler Martin Savage spielt darin George Grossmith).
- Simon Butterwiss: A salaried wit. Grossmith, Gilbert, and Sullivan. 2006.